# Capurodendron ludiifolium
Capurodendron ludiifolium är en tvåhjärtbladig växtart som beskrevs av Aubrev. Capurodendron ludiifolium ingår i släktet Capurodendron och familjen Sapotaceae. Inga underarter finns listade i Catalogue of Life.